# 블레림 제마일리
블레림 제마일리(마케도니아어: Блерим Џемаили, 알바니아어: Blerim Xhemaili, 1986년 4월 12일 ~ )는 스위스의 전 축구 선수이다.

## 국가대표팀 경력
그는 스위스 축구 국가대표팀의 일원이고, 2006 월드컵에 소집되었다.
2013년 9월 6일에 제마일리는 아이슬란드를 상대로 홈에서 4-4 무승부를 거둔 경기에서 페널티킥을 통하여 그의 첫 대표팀에서의 골을 넣었다.

## 수상 경력

### 클럽
FC 취리히
- 스위스 슈퍼 리그: 2005-06, 2006-07
- 스위스컵: 2004–05

나폴리
- 코파 이탈리아: 2011–12, 2013-14

갈라타사라이
- 쉬페르리그: 쉬페르리그 2014-15
- 터키 컵: 2014-15

## 개인 삶
제마일리는 마케도니아어, 알바니아어, 영어, 스위스 독일어와 이탈리아어를 구사하는 다국언어자다.